# Michał Gabriel Karski

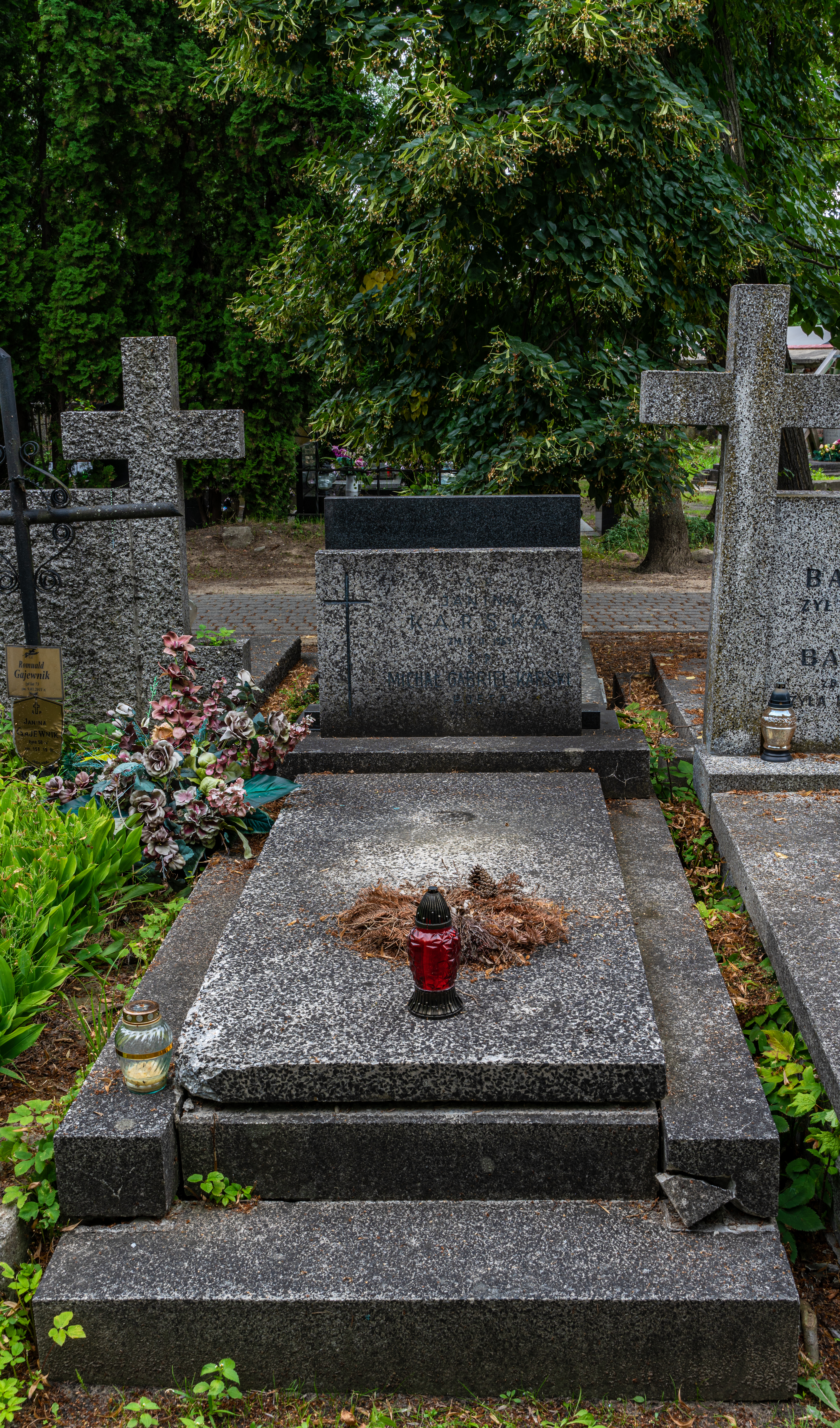
Grób Michała Gabriela Karskiego na cmentarzu Powązkowskim

Michał Gabriel Karski (w publikacjach często podpisywał się jako Gabriel Karski; ur. 12 kwietnia 1895 w Warszawie, zm. 1 kwietnia 1978 tamże) – polski tłumacz i poeta.

## Życiorys
Studiował polonistykę i romanistykę na Uniwersytecie Warszawskim. Uczył się gry na skrzypcach w Konserwatorium Warszawskim. Jako poeta debiutował w 1914. Pracował jako sekretarz Gabriela Narutowicza. Był także tłumaczem z języka francuskiego. 
W czasie II wojny światowej był członkiem Armii Krajowej. Przez dwa lata ukrywał uciekiniera z getta Adolfa Goldfedera.
Po wojnie pracował w Polskim Radiu.
Został pochowany na cmentarzu Powązkowskim w Warszawie (kwatera 123-5-3).

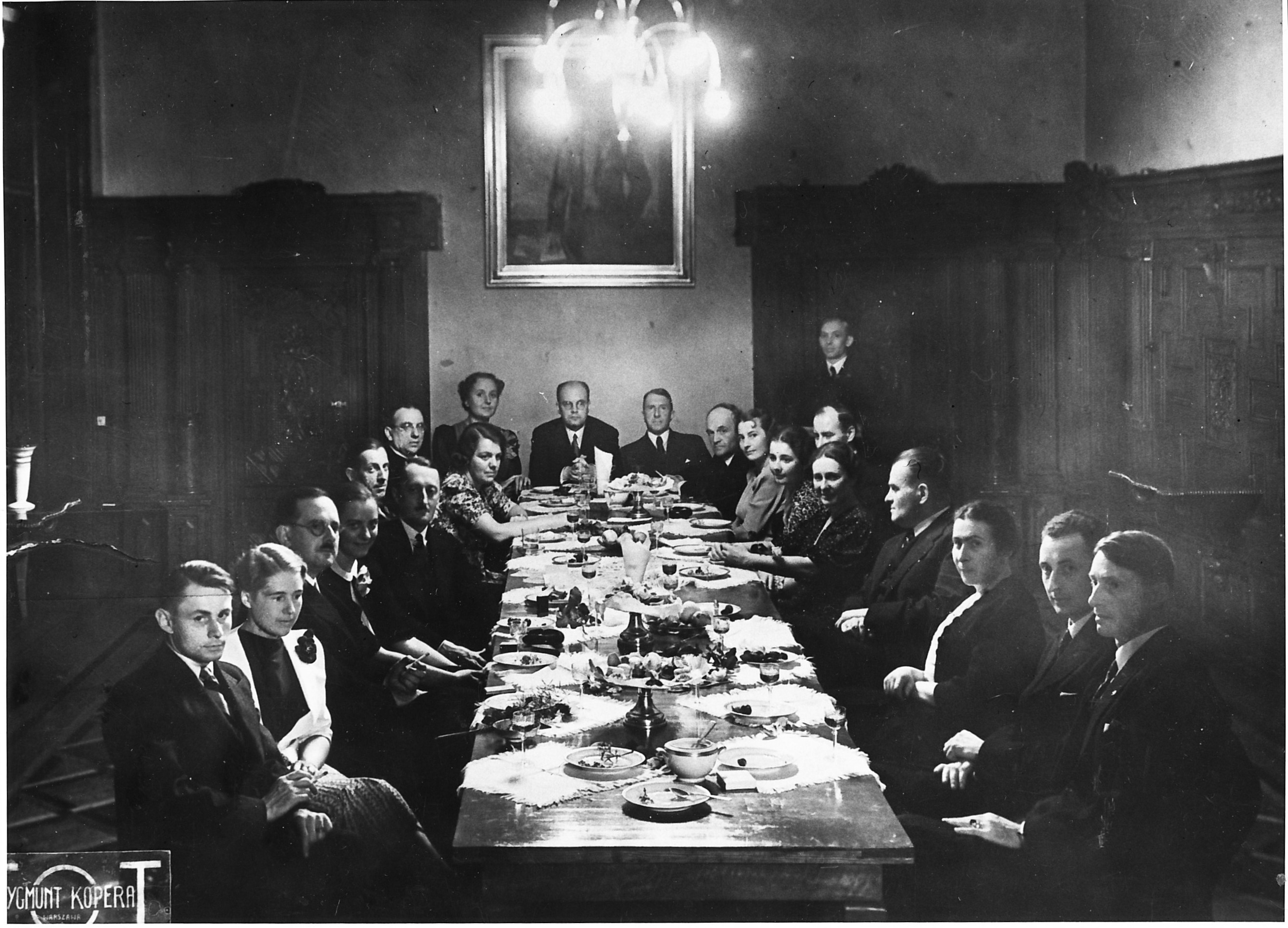
Na zdjęciu: Michał Gabriel Karski - dwudziesty od lewej (pierwszy z prawej) – na Zebraniu Wydziału Sztuki Ministerstwa W.R.i O.P., Warszawa, 1938, pod przewodnictwem ówczesnego naczelnika tego wydziału Władysława Zawistowskiego – w głębi na wprost (dziesiąty od lewej)

## Poezje
- 1919 – Drzewo przydrożne
- 1924 – Gra
- 1935 – Noc zapomnienia
- 1956 – Poezje wybrane
- 1970 – W przymglonym lustrze